# Maria Schotte
Maria Charlotta Schotte, född Sääf 1778 i Norrköping, död 12 juni 1844 i Norrköping, var en svensk målare. 
Hon var dotter till klädemanufakturisten och rådmannen Martin Sääf och Catharina Brita Eklund och från 1797 gift med grosshandlaren Sven Schotte och faster till Sixtus Sääf. Schotte studerade målning för Pehr Hörberg 1803–1804 och utförde ett antal målningar som finns i privata samlingar.   